# Don’t Let the Man Get You Down
Don’t Let The Man Get You Down — сингл 2005 года английского музыканта Fatboy Slim с альбома Palookaville.

## Слова
Как и во многих песнях Fatboy Slim, текст песни сводится к нескольким строчкам. В песне постоянно повторяются две строки:
And the sign said,
«Long haired freaky people need not apply».
Как сказано на знаке,
«Длинноволосым фрикам просьба не беспокоиться».
При этом данный текст является первой строчкой из песни «Signs» канадской рок-группы Five Man Electrical Band.

## Видеоклип
Видеоклип стилизован под чёрно-белую социальную рекламу, выпущенную обществом Neighborhood Watch (с англ. — «Районный надзор»). После непродолжительного показа логотипа общества, зритель видит светлокожего мужчину лет сорока по имени Дон, улыбающегося в камеру. При этом снизу появляется текст — «Это Дон», «Дон любит ловить рыбу» и «Дон — расист». Затем начинается обычный день, полный мучительного для него общения с людьми разных национальностей. Предрассудки Дона не позволяют ему наслаждаться жизнью — он всё время пытается отгородиться от ненавистных ему людей. При этом повсюду за ним следит чёрная фигура из Neighborhood Watch, постоянно мелькающая на заднем плане. В конце концов в предпоследнем эпизоде Дон не выдерживает и даёт волю агрессии — чернокожие дети забрались в его лодку и стали играть с его призом за успешный улов. Он пытается разогнать их, но безуспешно.
В финальном эпизоде Дон, плотно перекусив, собирается поплавать в бассейне, однако от переедания захлёбывается и тонет. За ним наблюдают парень и две девушки. Одна из них (в роли камео выступила Пэрис Хилтон) неспешно набирает номер телефона спасения, но не нажимает клавишу посыла вызова, пока не убеждается, что Дон окончательно утонул. При этом действие сопровождается текстом «Всегда ждите 30 минут после еды до купания. И не будьте расистом, иначе…» и последний кадр выхватывает утопшего Дона.

### Альтернативные версии
На DVD «The Greatest Hits — Why Make Videos», на котором были собраны все видеоклипы Fatboy Slim, присутствуют пять альтернативных концовок:
- Дона сбивает машина, когда тот переходит улицу. При этом азиатский мужчина также неспешно набирает номер 911, и появляется текст «Смотрите по сторонам, переходя дорогу. И не будьте расистом, иначе…»
- Дона посреди улицы пронзает ножом чёрная фигура из общества Neighborhood Watch. При этом появляется текст «Никогда не разговаривайте с незнакомцами. И не будьте расистом, иначе…»
- Дона посреди улицы пронзает ножом азиатский мужчина. При этом появляется текст «Всегда оплачивайте свои счета. И не будьте расистом, иначе…»
- Дона посреди улицы на полном скаку зарубает рыцарь на коне. При этом появляется текст «Это Голливуд, здесь всё возможно. И не будьте расистом, иначе вы погибнете от лошади».
- В ресторане Дон давится куском пищи и умирает от удушья. При этом появляется текст «Всегда откусывайте небольшие куски от еды. И не будьте расистом, иначе вы умрёте».

## Чарты
| Чарт (2005)      | Наивысшее место |
| ---------------- | --------------- |
| UK Singles Chart | 153             |